# محمدحسین ابارقی
محمدحسین اَبارِقی (زادهٔ ۱۵ دی ۱۳۷۳ در کرمان) دوندهٔ ایرانی دوهای سرعت، به‌ویژه ۱۰۰ متر و ۲۰۰ متر است. وی رکورددار دو ۲۰۰ متر ایران با زمان ۲۰٫۴۷ ثانیه (ژوئیهٔ ۲۰۱۵ در آلماتی قزاقستان) است.
ابارقی در سال ۲۰۱۴ در قهرمانی جوانان آسیا در تایوان با زمان ۲۰٫۶۳ ثانیه مدال طلای ۲۰۰ متر را دریافت کرد و رکورد جدیدی برای بزرگسالان ایران و مسابقات قهرمانی جوانان آسیا به‌جا گذاشت. وی در رشتهٔ ۱۰۰ متر هم با زمان ۱۰٫۵۰ به مدال برنز رسید.

## رکوردها
| ماده    | رکورد | تاریخ | محل    | باد  | توضیح       |
| ------- | ----- | ----- | ------ | ---- | ----------- |
| ۱۰۰ متر | ۱۰٫۵۰ | ۲۰۱۴  | تایپه  | ۰٫۳+ |             |
| ۲۰۰ متر | ۲۰٫۴۷ | ۲۰۱۵  | آلماتی |      | رکورد ایران |